# Дамски презерватив
Дамски презерватив, Женски презерватив, фемидом е средство за дамска контрацепция. То намалява риска от бременност и на болести, предавани по полов път. Женският презерватив е направен от тънка, мека, силна пластмаса наречена полиуретан. По-нова версия, която струва по-малко, е направена от нитрил. Има гъвкави пръстени на всеки край. Вероятност за забременяване на дамски презерватив за една година е 5–21%.
Дамски презерватив може да се използва по време на анален секс от мъже и жени.
Изобретен е през 1991 г. от датския лекар Ласе Хесел.